# FCR2001デュースブルク
FCR2001デュースブルク（ドイツ語: Fußballclub Rumeln 2001 Duisburg）は、ドイツのノルトライン＝ヴェストファーレン州デュースブルクを本拠地としていた女子サッカークラブである。最終2013-14シーズンは女子ブンデスリーガ所属。MSVデュースブルクに吸収される形で解散した。

## 経歴
1977年にFC Rumeln-Kaldenhausenの傘下として設立され、2001年6月8日に女子サッカークラブとして独立した。1993年に女子ブンデスリーガに昇格すると、1999-2000シーズンで初優勝を果たした。2008-09シーズンにはUEFA女子チャンピオンズリーグを制するなど、欧州を代表する女子サッカーチームの一つとなった。2009-10シーズン途中より日本女子代表の安藤梢が、日本サッカー協会の海外強化指定制度を利用しながらプレーしていた。
2013年12月27日、ドイツサッカー連盟 (DFB) から2014年1月1日付けでMSVデュースブルクの女子チームとして引き継がれることが発表された。

## タイトル

### 国内タイトル
- ブンデスリーガ: 1回
  - 1999-2000
- 女子DFBポカール: 3回 
  - 1998, 2009, 2010

### 国際タイトル
- UEFA女子チャンピオンズリーグ : 1回
  - 2008–09

## 歴代所属選手

### GK
- ファトミレ・バイラマイ 2004-2009

### DF
- アニーケ・クラーン（英語版） 2004-2012
- ラウラ・ネボリ（ドイツ語版） 2011-2013

### MF
- ジモーネ・ラウデール（英語版） 2004-2012
- フェムケ・マース（ドイツ語版） 2009-2011
- ドロレス・シルヴァ（ドイツ語版） 2011-2013

### FW
- アレクサンドラ・ポップ 2008-2012
- 安藤梢 2009-2013
- 大矢歩 2011
- リーケ・マルテンス 2012-2013